# Лісківська сільська рада (Володарсько-Волинський район)
Лісківська сільська рада — колишня адміністративно-територіальна одиниця та орган місцевого самоврядування у Володарсько-Волинському (Кутузівському, Володарському) й Пулинському районах Коростенської і Волинської округ, Київської та Житомирської областей Української РСР з адміністративним центром у селі Ліски.

## Населені пункти
Сільській раді на час ліквідації були підпорядковані населені пункти:
- с. Вишняківка
- с. Ліски

## Населення
Кількість населення ради, станом на 1931 рік, становила 688 осіб.

## Історія та адміністративний устрій
Створена 23 лютого 1924 року, відповідно до рішення Волинської ГАТК (протокол № 7/2 «Про зміни меж округів, районів та сільрад»), в складі колоній Вишняківка, Ліски Тиренцівської сільської ради та Осівка і Острівка Зубринської сільської ради Кутузівського (згодом — Володарський) району Коростенської округи. 28 вересня 1925 року затверджена як німецька національна сільська рада.
3 червня 1930 року включена до складу новоствореного Пулинського німецького національного району Волинської округи. 17 жовтня 1935 року, внаслідок розформування Пулинського німецького району, передана до складу Володарсько-Волинського району Київської області. Станом на 1 жовтня 1941 року сільська рада числиться під назвою Вишняківська, колонії Осівка та Острівка не перебувають на обліку населених пунктів.
Станом на 1 вересня 1946 року сільська рада входила до складу Володарсько-Волинського району Житомирської області, на обліку в раді перебували села Вишняківка та Ліски.
Ліквідована 11 серпня 1954 року, відповідно до указу Президії Верховної ради Української РСР «Про укрупнення сільських рад по Житомирській області», територію та населені пункти ради приєднано до складу Зубринської сільської ради Володарсько-Волинського району Житомирської області.